# دون فاريل
دون فاريل (بالإنجليزية: Don Farrell)‏ هو سياسي أسترالي، ولد في 6 يونيو 1954 في جسر موراي في أستراليا. حزبياً، نشط في حزب العمال الأسترالي. وقد انتخب عضو مجلس الشيوخ الأسترالي ‏ عن دائرة جنوب أستراليا ‏ (2 يوليو 2016 – ) وانتخب عضو مجلس الشيوخ الأسترالي ‏ عن دائرة جنوب أستراليا ‏ (1 يوليو 2008 – 30 يونيو 2014).